# Châtenois (Vosgos)
 Châtenois  es una población y comuna francesa, en la región de Lorena, departamento de Vosgos, en el distrito de Neufchâteau. Es el chef-lieu y mayor población del cantón de Châtenois.

## Demografía
| 1014 | 1591 | 2110 | 2237 | 2065 | 1906 |
| Para los censos de 1962 a 1999 la población legal corresponde a la población sin duplicidades (Fuente: INSEE [Consultar]) |      |      |      |      |      |